# Independent Spirit al millor guió
El Independent Spirit al millor guió (en anglès: Film Independent's Spirit Award for Best Screenplay) és el premi anual atorgat als Premis Independent Spirit al millor guió.

## Guanyadors i nominats
Subratllats en negreta els guanyadors i la resta els nominats.

### Dècada del 1980
- 1985: The Trip to Bountiful - Horton Foote
  - Quina Nit! - Joseph Minion
  - Sang fàcil - Joel Coen i Ethan Coen
  - Smooth Talk - Tom Cole
- 1986: Platoon - Oliver Stone
  - Vellut Blau - David Lynch
  - A Great Wall - Peter Wang i Shirley Sun
  - Salvador - Oliver Stone i Richard Boyle
  - Stand by Me - Raynold Gideon i Bruce A. Evans
- 1987: River's Edge - Neal Jimenez
  - Anna - Agnieszka Holland
  - The Dead - Tony Huston
  - Matewan - John Sayles
  - Swimming to Cambodia - Spalding Gray
- 1988: Lliçons inoblidables - Ramon Menendez i Tom Musca
  - Five Corners - John Patrick Shanley
  - Hairspray - John Waters
  - The Moderns - Alan Rudolph i John Bradshaw
  - Patti Rocks - John Jenkins, Karen Landry, David Burton Morris i Chris Mulkey
- 1989: Drugstore Cowboy - Gus Van Sant i Daniel Yost
  - 84 Charlie Mopic - Patrick Sheane Duncan
  - Heathers - Daniel Waters
  - Miracle Mile - Steve De Jarnatt
  - Mystery Train - Jim Jarmusch

### Dècada del 1990
- 1990: To Sleep with Anger - Charles Burnett
  - Henry: Portrait of a Serial Killer - John McNaughton i Richard Fire
  - Metropolitan - Whit Stillman
  - The Plot Against Harry - Michael Roemer
  - Rebel·lió a les ones - Allan Moyle
- 1991: My Own Private Idaho - Gus Van Sant
  - Hangin' with the Homeboys - Joseph Vasquez
  - Kafka - Lem Dobbs
  - Mindwalk - Floyd Byars and Fritjof Capra
  - The Rapture - Michael Tolkin
- 1992: The Waterdance - Neal Jimenez
  - Gas Food Lodging - Allison Anders
  - Light Sleeper - Paul Schrader
  - A Midnight Clear - Keith Gordon
  - One False Move - Billy Bob Thornton i Tom Epperson
- 1993: Short Cuts - Robert Altman i Frank Barhydt
  - Combination Platter - Edwin Baker i Tony Chan
  - Household Saints - Nancy Savoca i Richard Guay
  - Ruby in Paradise - Victor Nuñez
  - The Wedding Banquet - Ang Lee, Neil Peng i James Schamus
- 1994: Pulp Fiction - Quentin Tarantino i Roger Avary
  - Bullets Over Broadway - Woody Allen i Douglas McGrath
  - Eat Drink Man Woman - Hui-Ling Wang, James Schamus i Ang Lee
  - La senyora Parker i el cercle viciós - Alan Rudolph i Randy Sue Coburn
  - Red Rock West - John Dahl i Rick Dahl
- 1995: Sospitosos habituals - Christopher McQuarrie
  - Leaving Las Vegas - Mike Figgis
  - Living in Oblivion - Tom DiCillo
  - Safe - Todd Haynes
  - The Secret of Roan Inish - John Sayles
- 1996: Fargo - Joel Coen i Ethan Coen
  - Dead Man - Jim Jarmusch
  - Flirtejant amb el desastre - David O. Russell
  - The Funeral - Nicholas St. John
  - Lone Star - John Sayles
- 1997: Chasing Amy - Kevin Smith
  - The Apostle - Robert Duvall
  - Tocat - Paul Schrader
  - Ulee's Gold - Victor Nuñez
  - Waiting for Guffman - Christopher Guest i Eugene Levy
- 1998: El contrari del sexe - Don Roos
  - Affliction - Paul Schrader
  - Blind Faith - Frank Military
  - Gods and Monsters - Bill Condon
  - La trama  - David Mamet
- 1999: Election - Alexander Payne i Jim Taylor
  - Dogma - Kevin Smith
  - Guinevere - Audrey Wells
  - The Limey - Lem Dobbs
  - SLC Punk! - James Merendino

### Dècada del 2000
- 2000: You Can Count on Me - Kenneth Lonergan
  - Chuck & Buck - Mike White
  - Love & Sex - Valerie Breiman
  - Two Family House - Raymond De Felitta
  - Waking the Dead - Robert Dillon
- 2001: Memento - Christopher Nolan
  - El creient - Henry Bean
  - In the Bedroom - Robert Festinger i Todd Field
  - Monster's Ball - Milo Addica i Will Rokos
  - Waking Life - Richard Linklater
- 2002: The Good Girl - Mike White
  - Lovely & Amazing - Nicole Holofcener
  - Roger Dodger - Dylan Kidd
  - Thirteen Conversations About One Thing - Jill Sprecher i Karen Sprecher
  - Tully - Hilary Birmingham i Matt Drake
- 2003: Lost in Translation - Sofia Coppola
  - American Splendor - Shari Springer Berman i Robert Pulcini
  - A Mighty Wind - Christopher Guest i Eugene Levy (i la resta del casting)
  - Pieces of April - Peter Hedges
  - Shattered Glass - Billy Ray
- 2004: Entre copes - Alexander Payne i Jim Taylor
  - Baadasssss! - Mario Van Peebles i Dennis Haggerty
  - Abans de la posta - Richard Linklater, Julie Delpy i Ethan Hawke
  - Una dona difícil - Tod Williams
  - Kinsey - Bill Condon
- 2005: Capote - Dan Futterman
  - Nou vides (Nine Lives) - Rodrigo García
  - Una història de Brooklyn - Noah Baumbach
  - The Three Burials of Melquiades Estrada - Guillermo Arriaga
  - The War Within - Ayad Akhtar, Joseph Castelo i Tom Glynn
- 2006: Thank You for Smoking - Jason Reitman
  - Amics amb diners - Nicole Holofcener
  - The Illusionist - Neil Burger
  - The Painted Veil - Ron Nyswaner
  - Sorry, Haters - Jeff Stanzler
- 2007: he Savages - Tamara Jenkins
  - Le Scaphandre et le Papillon - Ronald Harwood
  - Starting Out in the Evening - Fred Parnes i Andrew Wagner
  - Waitress - Adrienne Shelly
  - Year of the Dog - Mike White
- 2008: Vicky Cristina Barcelona - Woody Allen
  - Sangre de Mi Sangre - Christopher Zalla
  - Savage Grace - Howard A. Rodman
  - Sugar - Anna Boden i Ryan Fleck
  - Synecdoche, New York - Charlie Kaufman
- 2009: (500) Days of Summer - Scott Neustadter i Michael H. Weber
  - Adventureland - Greg Mottola
  - L'última estació - Michael Hoffman
  - The Messenger - Alessandro Camon i Oren Moverman
  - The Vicious Kind - Lee Toland Krieger

### Dècada del 2010
- 2010: Els nois estan bé - Stuart Blumberg i Lisa Cholodenko
  - Life During Wartime - Todd Solondz
  - Please Give - Nicole Holofcener
  - Rabbit Hole - David Lindsay-Abaire
  - Winter's Bone - Debra Granik i Anne Rosellini
- 2011: The Descendants - Alexander Payne, Nat Faxon i Jim Rash
  - The Artist - Michel Hazanavicius
  - Beginners - Mike Mills
  - Footnote - Joseph Cedar
  - Win Win - Thomas McCarthy
- 2012: Silver Linings Playbook - David O. Russell
  - Keep the Lights On - Ira Sachs i Mauricio Zacharias
  - Moonrise Kingdom - Wes Anderson i Roman Coppola
  - Ruby Sparks - Zoe Kazan
  - Seven Psychopaths - Martin McDonagh
- 2013:
  - 12 Years a Slave - John Ridley
  - Before Midnight - Julie Delpy, Ethan Hawke i Richard Linklater
  - Blue Jasmine - Woody Allen
  - Enough Said - Nicole Holofcener
  - The Spectacular Now - Scott Neustadter i Michael H. Weber